# 선일초등학교 (경기)
선일초등학교는 대한민국 경기도 안산시에 있는 공립 초등학교이다.

## 학교 연혁
- 1993년 1월 7일: 개교

## 참고 자료
- 선일초등학교 - 한국교육학술정보원 학교알리미